# محمد النني
محمد ناصر السيد النني (11 يوليو 1992) لاعب كرة قدم مصري يلعب كوسط دفاعي حاليًا في نادي الجزيرة الإماراتي. ويلعب للمنتخب المصري كما شارك مع منتخب مصر الأولمبي في أولمبياد لندن 2012 و الألعاب الأولمبية الصيفية 2024
ظهر النني في صفوف ناشئي النادي الأهلي منذ سن الخامسة قبل أن يغادر في سن الـ16 متجهاً إلى المقاولون العرب ليلعب في صفوف ناشئيه قبل أن يصعد للفريق الأول بعد موسمين فقط. تألق النني في صفوف المقاولون والمنتخبات المصرية مما دفع نادي بازل السويسري لضمه في يناير 2013، وفي يناير 2016 انتقل إلى نادي آرسنال الإنجليزي. في 30 يوليو 2024 أعلن نادي الجزيرة انضمام محمد النني لصفوفه.

## حياته الكروية

### الأندية

#### الأهلي المصري
بدأ محمد النني حياته الكروية في ناشئي النادى الأهلى المصري في سن الثامنة من عمره واستمر معهم حتى سن السادسة عشر وقرر حينها مدرب فريقه عادل عبد الرحمن التخلي عنه بداعى عدم صلاحيته للعب في فريق الأهلي لينتقل لنادى المقاولون العرب المصري.

#### المقاولون العرب
بدأ محمد مسيرته في المقاولون في قطاع الناشئين حتى تم تصعيده للفريق الأول في عام 2010 حينها مع اللاعب محمد صلاح وتألق بشكل لافت في الدوري المصري وأحرز أهدافا هامة مع النادي أبرزها هدفيه في مرمى الزمالك وتألق أكثر مع المنتخب المصري في دورة الألعاب الأوليمبية في لندن 2012 مما جعل أنظار كشافي نادى بازل السويسري تتجه نحوه ليقرروا التعاقد معه في صيف 2013 وبالتحديد في 1 يوليو 2013 ليبدأ اللاعب رحلته الإحترافية في أوروبا بجانب اللاعب محمد صلاح في بازل.

#### بازل

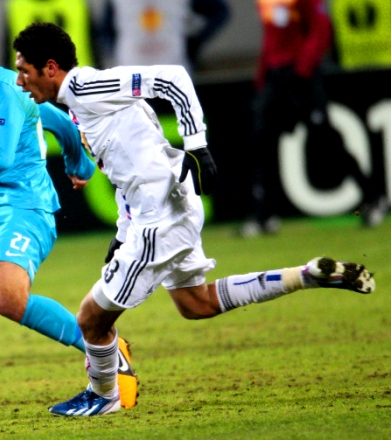
محمد النني مع نادي بازل.

بدأ النني في التأقلم سريعا في بازل وسرعان ما دخل التشكيلة الاساسية لفريقه وأصبح عنصراً اساسياً في تشكيلة الفريق لثلاث مواسم متتالية وحصل على جائزة أفضل ممرر كرات في الدوري الأوروبي ليلفت إليه أنظار أكبر أندية أوروبا. ولعب النني 142 مباراة مع بازل على مدار 3 مواسم وسجل 9 أهداف كما حصد لقب الدوري السويسري 3 مرات.

#### آرسنال

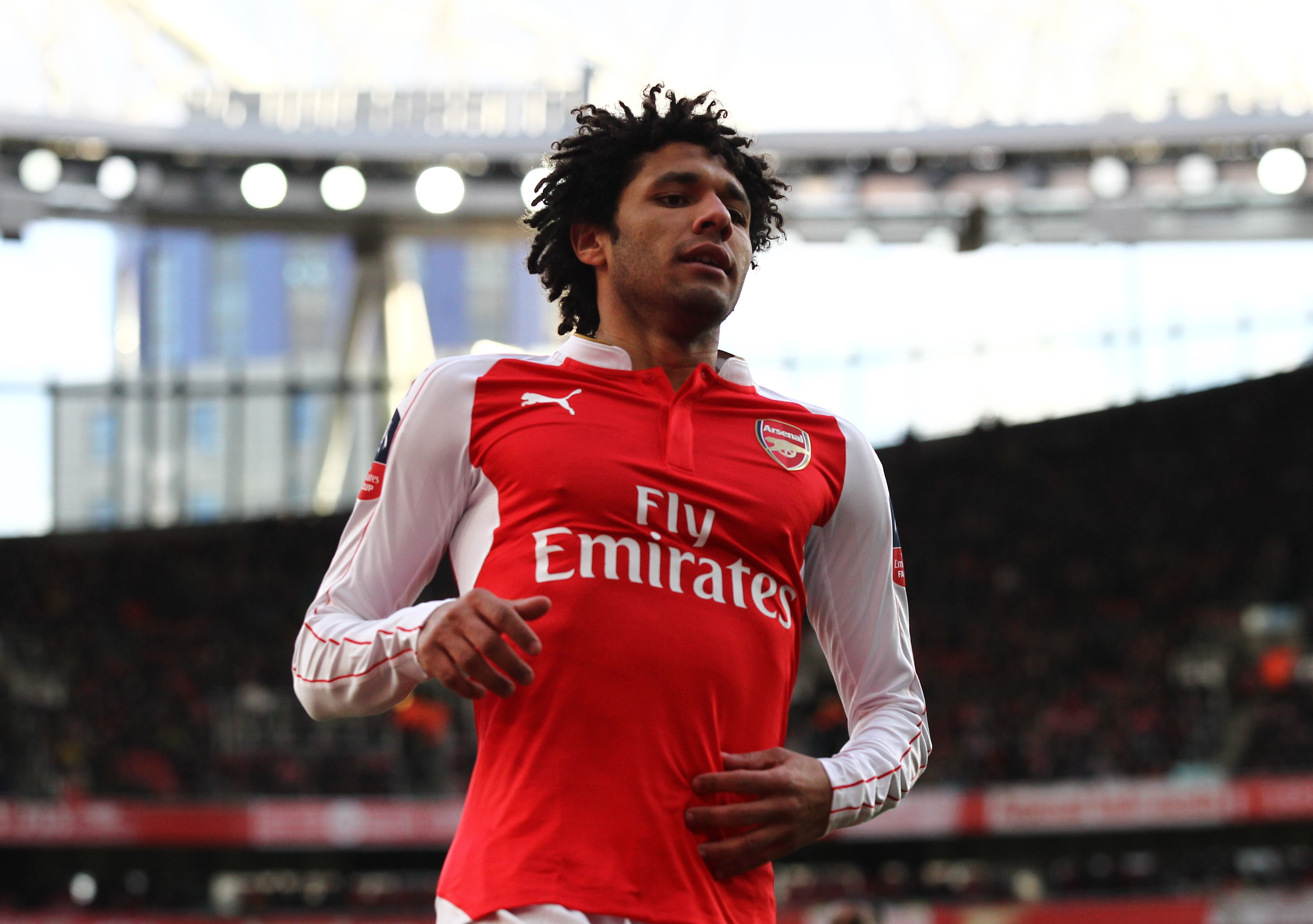
محمد النني مع نادي أرسنال.

قرر نادي أرسنال الانجليزى بقيادة مدربه ارسين فينجر التعاقد مع النني مشيداً بإمكانيته الجيدة، وتمت الصفقة في يوم 14 يناير 2016 لينتقل اللاعب للعب مع النادي الأنجليزي ويرتدى القميص رقم (35). لعب النني اولى مباراياته مع فريقه أرسنال بشكل أساسي أمام بيرنلي، بالمباراة التي انتهت بفوز أرسنال بهدفين مقابل هدف، ضمن منافسات دور الـ32 بكأس الاتحاد الإنجليزي وقدم مردوداً طيبا نال خلاله إشادة الصحافة الإنجليزية ثم لعب بعد ذلك امام هال سيتي بكأس الاتحاد الانجليزى وتوتنهام وليفربول بالدورى. احرز محمد الننى الهدف الأول له مع أرسنال في شباك نادى برشلونه إياب دور الـ 16 بدورى أبطال أوروبا بتسديدة صاروخيه متقنه في شباك الحارس مارك اندريه تيرشتيجن. وهذا الهدف قد اختير كأفضل هدف لأرسنال خلال شهر مارس 2016 بجانب اختيار النني كأفضل لاعب لنفس الشهر في فريقه.
وفي أغسطس 2019 أعلن نادى ارسنال إعارة اللاعب لنادى باشكتاش التركي قضي اللاعب قرابه العام ونصف في نادى باشكتاش ليعود مره أخرى إلى صفوف نادى أرسنال بعدما انتهت فتره إعارته
الجزيرة الأماراتي
في 30 يوليو 2024 أعلن نادي نادي الجزيرة انضمام محمد النني بعد انتهاء عقده مع نادي أرسنال الإنجليزي.

### المنتخب
النني لمع مع منتخب الشباب وتألق في صفوفه مع المدرب ضياء السيد وتأهل الفراعنة إلى بطولة العالم للشباب في كولومبيا عام 2011 ثم نجح مع رفاقه في التأهل إلى أولمبياد لندن 2012 بعد غياب دام 20 عاماً بالنسبة للفراعنة.
بدأت مسيرته الدولية مع المنتخب المصري الأول تحت قيادة الأمريكى بوب برادلى 2011 واصبح من العناصر الاساسية في خط وسط منتخب مصر مع برادلى وبعد رحيله مع شوقى غريب وهيكتور كوبر. أحرز النني أول أهدافه بقميص منتخب مصر الأول في المباراة الودية ضد جامايكا في لندن في 5 يونيو 2014 والتي انتهت بالتعادل بهدفين لمثلهما.

## الإحصائيات

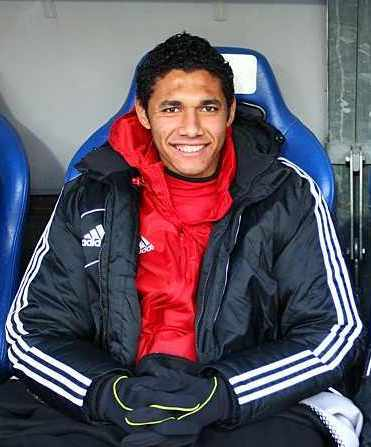

| النادي               | الموسم        | الدوري                              | الدوري | الدوري | الكأس | الكأس | كأس السوبر | كأس السوبر | أخرى | أخرى | المجموع | المجموع |  |
| النادي               | الموسم        | القسم                               | شارك   | سجل    | شارك  | سجل   | شارك       | سجل        | شارك | سجل  | شارك    | سجل     |  |
| -------------------- | ------------- | ----------------------------------- | ------ | ------ | ----- | ----- | ---------- | ---------- | ---- | ---- | ------- | ------- |  |
| نادي المقاولون العرب | 2010–11       | الدوري المصري الممتاز               | 21     | 2      | 0     | 0     | —          | —          | 0    | 0    | 21      | 2       |  |
| نادي المقاولون العرب | 2011–12       | الدوري المصري الممتاز               | 14     | 0      | 0     | 0     | —          | —          | 0    | 0    | 14      | 0       |  |
| نادي المقاولون العرب | المجموع       | المجموع                             | 35     | 2      | 0     | 0     | —          | —          | 0    | 0    | 35      | 2       |  |
| نادي بازل            | 2012–13       | دوري السوبر السويسري                | 15     | 0      | 3     | 0     | —          | —          | 8    | 0    | 26      | 0       |  |
| نادي بازل            | 2013–14       | دوري السوبر السويسري                | 32     | 1      | 4     | 0     | —          | —          | 12   | 0    | 48      | 1       |  |
| نادي بازل            | 2014–15       | دوري السوبر السويسري                | 28     | 2      | 5     | 1     | —          | —          | 8    | 0    | 41      | 3       |  |
| نادي بازل            | 2015–16       | دوري السوبر السويسري                | 16     | 2      | 2     | 1     | —          | —          | 9    | 2    | 27      | 5       |  |
| نادي بازل            | المجموع       | المجموع                             | 91     | 5      | 14    | 2     | —          | —          | 37   | 2    | 142     | 9       |  |
| نادي آرسنال          | 2015–16       | الدوري الإنجليزي الممتاز            | 0      | 0      | 0     | 0     | 0          | 0          | 0    | 0    | 0       | 0       |  |
| نادي آرسنال          | 18-2017       | الدوري الإنجليزي الممتاز لكرة القدم | 8      | 0      | 0     | 0     | 0          | 0          | 0    | 0    | 0       | 0       |  |
| المجموع الكلي        | المجموع الكلي | المجموع الكلي                       | 134    | 7      | 14    | 2     | 0          | 0          | 37   | 2    | 177     | 11      |  |

### الأهداف الدولية[8]
| No | التاريخ        | المكان                                 | الخصم     | الاهداف | النتيجة | المنافسة                            |
| -- | -------------- | -------------------------------------- | --------- | ------- | ------- | ----------------------------------- |
| 1. | 4 يونية 2014   | ملعب بريسيان، لندن، إنجلترا            | جامايكا   | 1–0     | 2–2     | مباراة ودية                         |
| 2. | 10 أكتوبر 2014 | ملعب بوتسوانا الوطنى، جابرون، بوتسوانا | بوتسوانا  | 1–0     | 2–0     | مجموعة التأهل لكأس أفريقيا 2015     |
| 3. | 17 نوفمبر 2015 | ملعب برج العرب، الإسكندرية، مصر        | تشاد      | 1–0     | 4–0     | تصفيات كأس العالم 2018              |
| 4. | 5 فبراير 2017  | ملعب دانغونج، ليبرفيل، الجابون         | الكاميرون | 1–0     | 1–2     | كأس الأمم الإفريقية 2017            |
| 5. | 28 مارس 2017   | ملعب برج العرب، الإسكندرية، مصر        | توغو      | 3–0     | 3–0     | مباراة ودية                         |
| 6. | 8 سبتمبر 2018  | ملعب برج العرب، الإسكندرية، مصر        | النيجر    | 6–0     | 6–0     | مجموعة التأهل لكأس أمم إفريقيا 2019 |
| 7  | 29/3/2021      | استاد القاهرة الدولي                   | جزر القمر | 0-1     | 0-4     | مجموعة التأهل لكاس امم افريقيا 2021 |

### الإحصائيات الدولية

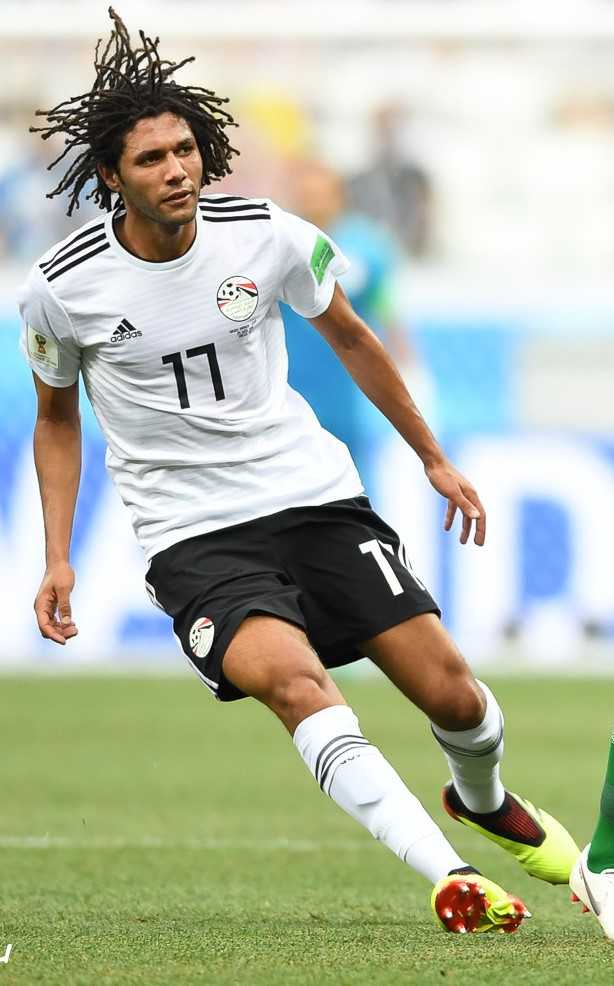
النني في مباراة منتخب بلاده ضد المنتخب السعودي في كأس العالم 2018.

إحصائيات دقيقة اعتبارا من المباراة لعبت 8 سبتمبر 2018.
| مصر      | مصر       | مصر     |
| عام      | المشاركات | الأهداف |
| -------- | --------- | ------- |
| 2011     | 2         | 0       |
| 2012     | 17        | 0       |
| 2013     | 8         | 0       |
| 2014     | 9         | 2       |
| 2015     | 6         | 1       |
| 2016     | 7         | 0       |
| 2017     | 11        | 2       |
| 2018     | 7         | 1       |
| الإجمالى | 76        | 7       |

## الإنجازات
بازل السويسري
- دوري السوبر السويسري:
  - البطل (3) : 2012–13، 2013–14، 2014–15

 أرسنال الإنجليزي
- كأس الاتحاد الإنجليزي
  - البطل (1) : 2016-17
- درع المجتمع الإنجليزي
  - البطل (2) : 2017، 2020

## روابط خارجية
- محمد النني على موقع الاتحاد الدولي (مؤرشف)  (الإنجليزية)
- محمد النني على موقع الاتحاد الأوربي (الإنجليزية)
- محمد النني على موقع اتحاد تركيا (لاعب) (الإنجليزية)
- محمد النني على موقع إي إس بي إن إف سي (الإنجليزية)
- محمد النني على موقع قاعدة بيانات كرة القدم.إي يو (الإنجليزية)
- محمد النني على موقع ليكيب (الفرنسية)
- محمد النني على موقع ناشيونال فوتبول تيمز (الإنجليزية)
- محمد النني على موقع Soccerbase.com (لاعب) (الإنجليزية)
- محمد النني على موقع Soccerway.com (الإنجليزية)
- محمد النني على موقع عالم كرة القدم.نت (الإنجليزية)
- صفحة محمد النني على موقع بطولات